# Don James
 (juillet 2018).
Si vous disposez d'ouvrages ou d'articles de référence ou si vous connaissez des sites web de qualité traitant du thème abordé ici, merci de compléter l'article en donnant les références utiles à sa vérifiabilité et en les liant à la section « Notes et références ».
Don James est un cadre américain travaillant dans le jeu vidéo pour Nintendo of America. Comme un membre clef de l'équipe menée par Howard Lincoln et Minoru Arakawa, James a joué un rôle critique dans la réintroduction des consoles de jeux vidéo en Amérique du Nord après le krach du jeu vidéo de 1983, quand la Nintendo Entertainment System a engendré une renaissance du jeu vidéo à la fin des années 1980.
Après l'écroulement d'Atari, d'Intellivision et de Colecovision en 1983 et 1984, la presse a reconnu que « les consoles de jeu vidéo étaient mortes et que l'industrie de jeu électronique était un marché de niche que les détaillants de grand public devraient ignorer ». Arakawa, Lincoln et James ont coordonné la nouvelle naissance des consoles qui a dû surmonter ce scepticisme, frayant la voie pour Sega, Sony et Microsoft pour reconstruire un multi-milliard de dollar d'industrie.
James a rejoint Nintendo of America en août 1981 et son emploi avec la société a maintenant recouvert plus de 25 ans. Il a été responsable de la fabrication, du développement de produits et de la conception tant pour des jeux de borne d'arcade que pour des jeux de console.
James a participé à l'organisation et la création de l'IDSA (a rebaptisé plus tard l'ESA), et fut un leader dans la création de l'exposition commerciale E3, le plus grand événement dans le monde pour l'industrie du jeu vidéo. Il est toujours assis au Comité Consultatif de l'ESA.
Il a aussi aidé à créer l'ESRB, l'organisation d'évaluation des jeux vidéo, et y est actuellement assis au Comité Consultatif. Le système d'évaluations a été conçu en réponse aux soucis du Congrès Américain de la Violence à propos du contenu dans les jeux vidéo qui était inopportun pour des joueurs plus jeunes. James a été un personnage clef dans l'approche conservatrice de Nintendo face à de tels contenus de jeu mûr.
James a également été un membre du conseil d'administration de l'Academy of Interactive Arts and Sciences depuis le commencement de l'organisation.